# Домашній чемпіонат Великої Британії 1887
Домашній чемпіонат Великої Британії 1887 — четвертий розіграш футбольного турніру за участю чотирьох збірних Великої Британії. Як і в попередні рази, чемпіонат був впевнено виграний збірною Шотландії. Також у ході змагання збірної Ірландії вдалося вперше зайняти третє місце в таблиці — завдяки розгромній перемозі в домашньому матчі проти Збірна Уельсу з футболу Уельсу.
У першому матчі чемпіонату між собою грали збірні Англії та Ірландії. Англійці перемогли з рахунком 7:0 та очолили таблицю. За підсумками наступного матчу до них приєдналися шотландці, які теж здобули перемогу над Ірландією, проте після розгрому Уельсу англійці знову вийшли вперед. У своєму останньому матчі проти Уельсу в Белфасті збірній Ірландії вдалося здобути перемогу, яка стала першою в її історії і дозволила їй також вперше завершити чемпіонат на не останньому місці.
У вирішальному матчі між Англією та Шотландією, що проходив у Шеффілді, шотландці здобули важку перемогу з рахунком 3:2 і зрівнялися за очками з англійцями. У заключному матчі чемпіонату збірна Шотландії обіграла Уельс і, набравши максимум очок, здобула чемпіонський титул.

## Таблиця
| Поз | Команда       | І | В | Н | П | ГЗ | ГП | РГ  | О |  |
| --- | ------------- | - | - | - | - | -- | -- | --- | - |  |
| 1   | Шотландія (C) | 3 | 3 | 0 | 0 | 9  | 3  | +6  | 6 |  |
| 2   | Англія        | 3 | 2 | 0 | 1 | 13 | 3  | +10 | 4 |  |
| 3   | Ірландія      | 3 | 1 | 0 | 2 | 5  | 12 | −7  | 2 |  |
| 4   | Уельс         | 3 | 0 | 0 | 3 | 1  | 10 | −9  | 0 |  |